# Alain Lecavelier des Étangs
Alain Lecavelier des Étangs, né à Fécamp le 18 juillet 1968, est un astronome et astrophysicien français. Ingénieur diplômé de l'École polytechnique (X) et docteur en astrophysique, il est directeur de recherche au Centre national de la recherche scientifique (CNRS), rattaché à l'Institut d'astrophysique de Paris (IAP). Il est un membre actif de l'Union astronomique internationale (UAI). Il a été Président de la commission 53 « Planètes extrasolaire » de 2012 à 2015, puis de la commission F2 "Exoplanètes et système solaire" de 2015 à 2018. Il a également été de 2014 à 2020 Président du groupe de travail "Exoplanets for the Public" de l'UAI qui a piloté les deux opérations internationales NameExoWorlds consistant à donner des noms à des exoplanètes en 2015 et en 2019. 
Il est à l'origine de l'expression et de la notion de planète chthonienne qui est le résidu de l'évaporation d'une planète géante gazeuse trop proche de son étoile,. Ce concept a été proposé après la découverte en 2003 de l'évaporation des Jupiter-chauds à laquelle il a participé. En 2012 il a découvert le deuxième cas d'évaporation d'une planète extrasolaire et a ainsi réalisé la première observation de variations temporelles dans l'atmosphère d'une exoplanète ("exo-météorologie"). Il a développé les premières simulations permettant d'évaluer les taux d’échappement des atmosphères d'exoplanètes à partir des observations du télescope Hubble dans la raie spectroscopique Lyman-alpha de l'hydrogène,. 
En 2008 il a découvert la signature de la diffusion Rayleigh dans les spectres d'absorption des atmosphères des exoplanètes HD 209458 b et HD 189733 b. Cette observation permet d'obtenir une mesure de l'échelle de hauteur de l'atmosphère et d'en déduire sa température. 
En 2014 il a participé à la découverte de deux familles d'exocomètes dans le système planétaire jeune de Beta Pictoris :  la première est composée de comètes en résonance orbitale de moyen mouvement avec une planète massive, et la seconde de comètes issues de la fragmentation récente d'un ou plusieurs objets. 
Les observations en 2019 avec le télescope TESS de la NASA du passage de trois exocomètes devant l'étoile Beta Pictoris ont montré que la courbe de lumière d'une étoile devant laquelle passe une exocomète a une forme triangulaire arrondie qui correspond exactement à celle qu'il avait prédite en 1999, soit 20 ans auparavant, à l'aide de simulations numériques,.
En 2022, il a publié avec Jack J. Lissauer du Ames Research Center de la NASA la définition du terme "exoplanète" adoptée par l'Union Astronomique Internationale. Cette définition fait apparaître la masse maximale d'une exoplanète qui ne peut excéder 1/25 de la masse de son étoile, car au delà de cette masse critique les points de Lagrange L4 et L5 ne sont plus stables.    
En 1994, il a découvert dans des données d'archive des variations de brillance de l'étoile Bêta Pictoris qui se sont produites en novembre 1981 ; ces variations pouvaient être interprétées par le transit d'une exoplanète, et, dans ce cas, cela aurait constitué la première observation historique d'une exoplanète, qui aurait pu être Bêta Pictoris b. Cependant, les observations de la conjonction de Bêta Pictoris b en 2017 ont permis d'écarter ce scénario. Le scénario du transit d'une gigantesque exocomète est le scénario privilégié actuellement (en 2022).  
Il est l'auteur avec Émilie Martin du livre de vulgarisation Le ciel et les étoiles sans complexe qui a obtenu en 2010 le prix du livre Haute-Maurienne de l'Astronomie. 
Il est directeur de collection de l'"Encyclopédie de l'astronomie et de l'espace" publiée en 60 volumes par Hachette de 2018 à 2021. 

## Biographie
De 1993 à 1996, il est doctorant à l'IAP. Le 9 octobre 1996, il y soutient sa thèse sur les disques circumstellaires du type β Pictoris. Il obtient la mention très honorable, avec félicitations du jury. Le ministère français des affaires étrangères lui octroie la bourse d'excellence Lavoisier qui lui permet d'entreprendre des recherches postdoctorales au National Centre for Radio Astrophysics (en) (NCRA) à l'Université de Pune en Inde. 
En 1999, il devient chargé de recherche au CNRS, rattaché à l'IAP. Il est directeur de recherche au CNRS depuis 2013. Il enseigne la physique et l'astrophysique à l'Ecole polytechnique depuis 2017 en tant que Professeur chargé de cours. 

## Honneurs et distinctions
En 2009, une subvention de 100 000 euros est attribuée, sur proposition l'Académie française des sciences, par la Fondation Simone et Cino del Duca à l'équipe qu'il dirige à l'IAP. La subvention est augmentée de 64 000 euros destinés à permettre le recrutement contractuel de chercheurs posdoctoraux.